# Gomphoi

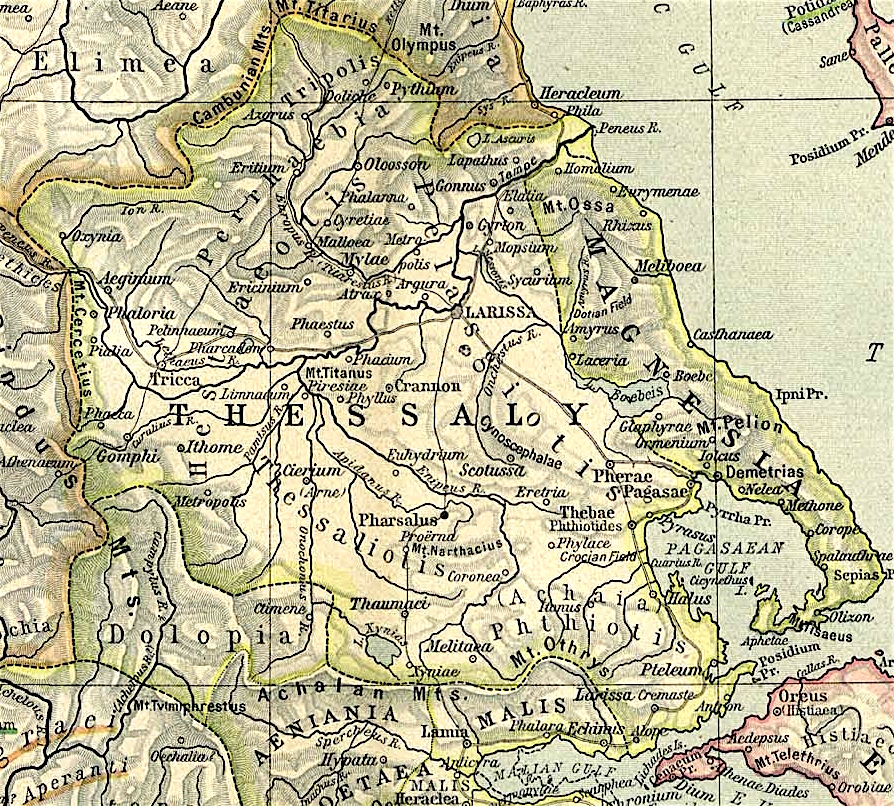
Karte des antiken Thessalien; Gomphoi ist links in der Mitte dargestellt

Gomphoi (griechisch Γόμφοι) war eine antike Stadt in der zur griechischen Landschaft Thessalien gehörigen Region Hestiaiotis an der Grenze zu Athamanien an der Stelle des heutigen Gomfi (vormals Mouzaki genannt). Zur Lage des antiken Gomphoi machen Plinius der Ältere sowie die Geographen Strabon und Claudius Ptolemäus Angaben.
Die Stadt entstand im 4. Jahrhundert v. Chr. durch Synoikismos und war zeitweilig, wohl nach Philipp II. von Makedonien, Philippoi oder Philippopolis benannt. Sie lag an einer wichtigen Straße über das Pindos-Gebirge nach Dolopia sowie an einem nach Athamanien führenden Pass, was sie wiederholt militärisch bedeutend machte. Wichtigste Gottheit von Gomphoi war Dionysos Karpios. Am Ende des 3. Jahrhunderts v. Chr. befand sich die Stadt unter der Oberherrschaft der Aitoler. Während des Zweiten Makedonisch-Römischen Kriegs wurde Gomphoi, das wie das übrige Thessalien zum Makedonenkönig Philipp V. halten musste, 198 v. Chr. von dem mit dem römischen Konsul Titus Quinctius Flamininus verbündeten Athamanen-König Amynandros erobert. Der Besitz der Stadt war für Flamininus sehr wichtig, da sie seine Verbindung mit dem Ambrakischen Golf sicherte, über den er seinen Nachschub bezog. 191 v. Chr. war Philipp V. mit den Römern in deren Krieg gegen den Seleukidenkönig Antiochos III. verbündet und nahm gemeinsam mit dem Proprätor Marcus Baebius Tamphilus Gomphoi den zu den Aitolern abgefallenen Athamanen ab. Als die Athamanen 189 v. Chr. gegen Philipp V. revoltierten, rückte er gegen ihr Land über den Pass bei Gomphoi vor, musste sich aber mit schweren Verlusten wieder zurückziehen. Nach dem Entscheid der Römer in Tempe 185 v. Chr. wurde Gomphoi den Thessalern zurückgegeben. Es gehörte nun zum 196 v. Chr. neu gegründeten thessalischen Bund, dem es mehrere Strategen stellte, so 179/178 v. Chr. Phrynnus und um 130 v. Chr. dessen Sohn Pollichos. 171 v. Chr. erholte sich das Heer des Konsuls Publius Licinius Crassus in Gomphoi von der Überquerung des Pindos-Gebirges.
48 v. Chr. verschloss der Stratege Androsthenes dem heranrückenden Caesar nach dessen Niederlage bei Dyrrhachium gegen Pompeius die Tore von Gomphoi, doch konnte Caesar die Stadt rasch erstürmen und ließ sie plündern. In der Spätantike wurde die Stadt Sitz eines Bischofs; auf das Bistum geht das Titularbistum Gomphi der römisch-katholischen Kirche zurück. Bei der Kirchenversammlung des Papstes Bonifatius II. 531 n. Chr. war der Bischof von Gomphoi anwesend. Der oströmische Kaiser Justinian I. ließ die Stadtmauern von Gomphoi erneuern. Wahrscheinlich wurde die Stadt während des Einfalls der Slawen im 7. Jahrhundert zerstört.
Von Gomphoi sind nur wenige Ruinen erhalten, vor allem die Umfassungsmauer der dreieckigen Akropolis.